# Hydraena lazica
Hydraena lazica är en skalbaggsart som beskrevs av Emile Janssens 1963. Hydraena lazica ingår i släktet Hydraena och familjen vattenbrynsbaggar. Inga underarter finns listade i Catalogue of Life.